# Retina-Nebel
Der Retina-Nebel  ist ein planetarischer Nebel im Sternbild Wolf. Die Katalog-Bezeichnung ist IC 4406.
Zu sehen ist ein torusförmiger Ring, den man von der Erde aus von der Seite sieht. Dieser ist durchsetzt von feinen schwarzen Linien (deshalb Retina), die den Grenzbereich zwischen den im sichtbaren Licht und im Radiobereich emittierenden Gas- und Staubwolken bilden.